# Dámgazella
A dámgazella (Nanger dama, korábban Gazella dama) az emlősök (Mammalia) osztályának párosujjú patások (Artiodactyla) rendjébe, ezen belül a tülkösszarvúak (Bovidae) családjába és az antilopformák (Antilopinae) alcsaládjába tartozó faj.

## Előfordulása
A Szahara középső részén, Algéria, Csád, Niger félsivatagos területein honos. Kedveli a sziklás, köves talajú síkságokat, valamint a tág, füves területeket. Kerüli azonban a hegyvidéki, homokdűnés régiókat.

## Alfajai
- Nanger dama dama (Pallas, 1766)
- Mhorr-gazella (Nanger dama mhorr) (Bennett, 1833)
- Nanger dama ruficollis (C. H. Smith, 1827)

## Megjelenése
Testhossza 95–165 centiméter, marmagassága 90–120 centiméter; a hím tömege 40–75 kilogramm, a nőstény 35–40 kilogramm. A legnagyobb termetű gazellafaj, s az egyik legimpozánsabb. Az alfajoktól függően különböző nagyságú a vörösesbarna sáv, melyik végighúzódik az egyed fején, nyakán keresztül a háta közepéig (a ruficollis alfajnál van a legkisebb felületen rozsdabarna szőrzet fehér alapon); a Mhorr-gazellánál a hátsó és a mellső végtagokig. A faj jellegzetes, élénk színei az egyedek fejlődésével jelennek meg, az újszülöttek kávébarnák. A gazellák szeme mentén fekete sáv húzódik, fehér alapon. Mindkét nemnek van szarva, melynek hossza 25–35 centiméter, a hímeké hosszabb.

## Életmódja
Mivel száraz régiókban élő fajról van szó, a szükséges vízmennyiség többségéhez megfelelő növények fogyasztásával jut. Akácia és más cserjék, bokrok hajtásaival táplálkozik.  Egy csapatot 10–20 példány alkothat. Időszaki vándorlásuk az évszakoktól – ezzel együtt a táplálékmennyiségtől – függően zajlik. Észak, tehát a Szahara felé esős évszakban vándorolnak; s a száraz időszakban térnek vissza a Száhil övbe. Természetes ellensége a gepárd és a hiénakutya.

## Szaporodása
A felnőtt hímek csak párzási időszakban „tartanak” védendő területet, territóriumot. A nőstény általában 6–7 hónapig vemhes, ami után egy borjat hoz világra. Ezt követően a kicsinyeket legfeljebb 9 hónapig neveli az anyjuk. A hímek 18–24 hónap, a nőstények 9–12 hónap múltán válnak ivarilag éretté. Általában 12 évig élhetnek.

## Védettsége
A fajt a kihalás veszélye fenyegeti a Természetvédelmi Világszövetség (IUCN) Vörös Lista szerint, illetve a Washingtoni egyezmény (CITES) I. függelékében, továbbá a Vándorló Fajok Konvenciója (CMS) I. függelékében és a CMS száhel–szaharai antilopok megmentéséért kidolgozott cselekvési tervében is szerepel.
Megritkulásának fő oka a túlzott mértékű vadászat, valamint a haszonállatokkal való túllegeltetés következtében az élőhelyek elvesztése. Az állatkertek, szafariparkok jelenleg is nagy erőfeszítéseket tesznek, hogy olyan életképes populációkat hozzanak létre, amelyeket visszatelepíthetnek a Szahara övezetébe. Kezdetben Almería térségében, Spanyolországban tartották megmentett csapataikat. Idővel több más amerikai és európai állatkertbe is kerültek.

## Egyéb
A faj törzskönyvét (EEP) Almeriában vezetik. Magyarországon csak a Fővárosi Állat- és Növénykert tartja e faj Mhorr-gazella (Gazella dama mhorr) alfajának egy kis csoportját 2008 tavasza óta. Itt 2009 április 6-án, és 21-én világra jöttek az első újszülöttek is.

## Képek

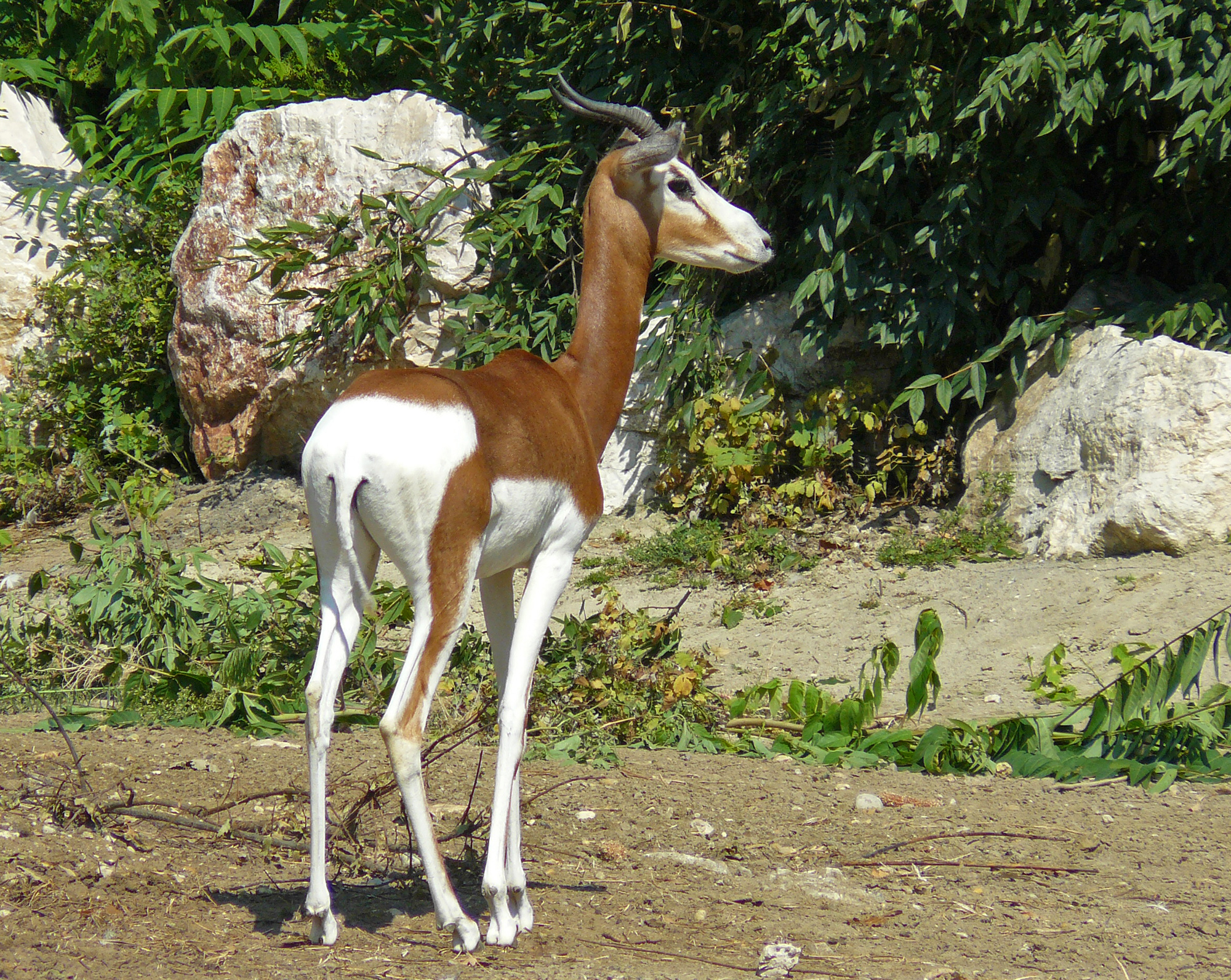
Mhorr-gazella
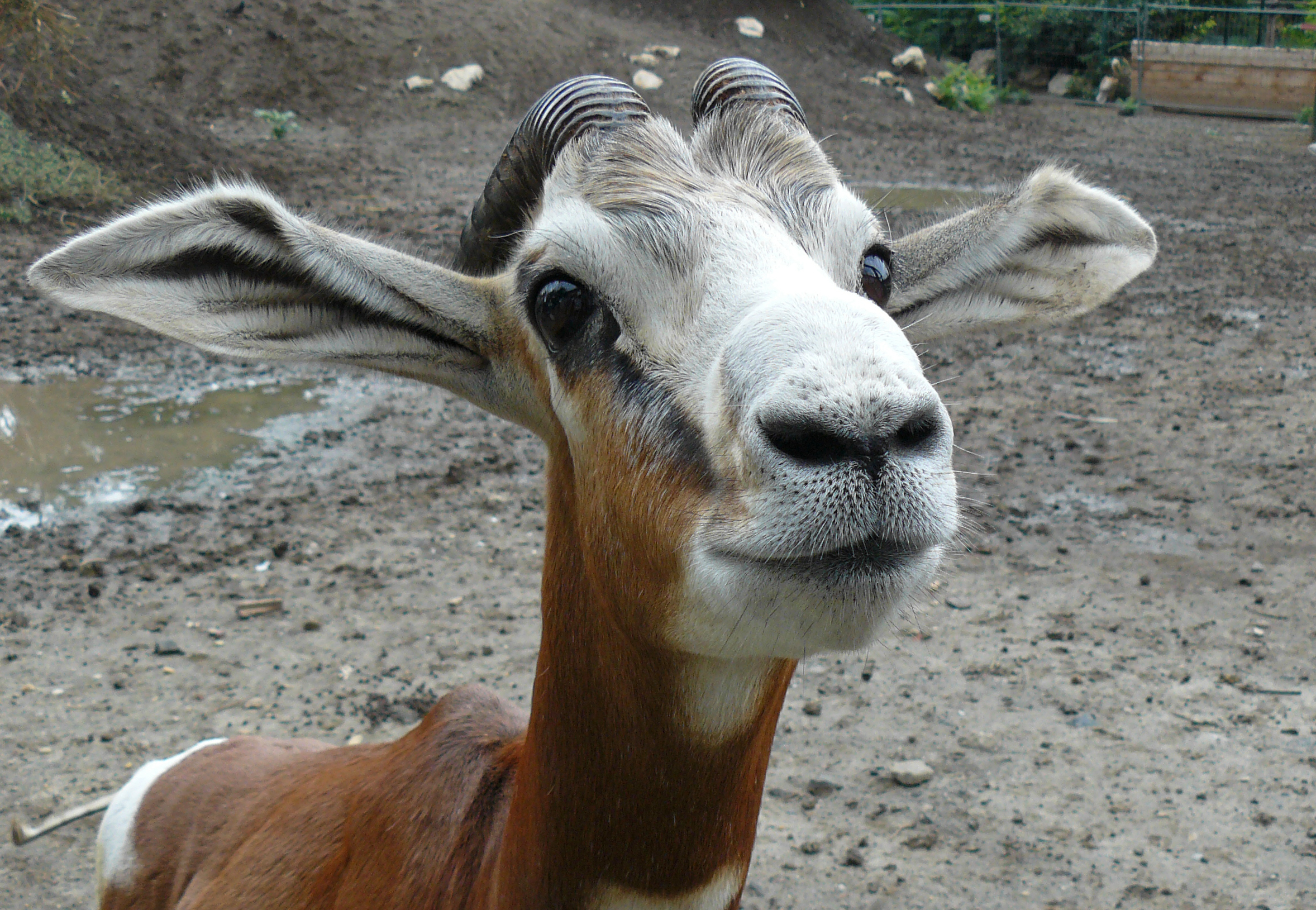
Mhorr-gazella portré
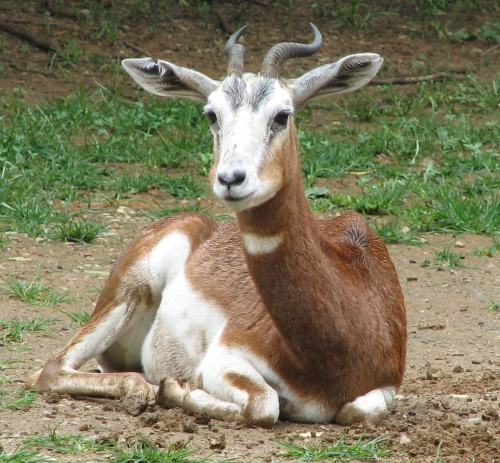
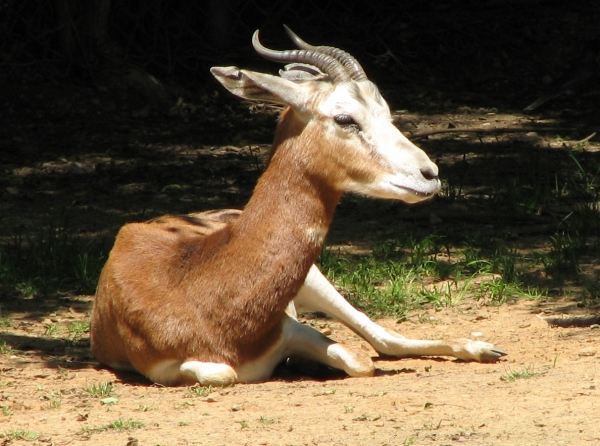
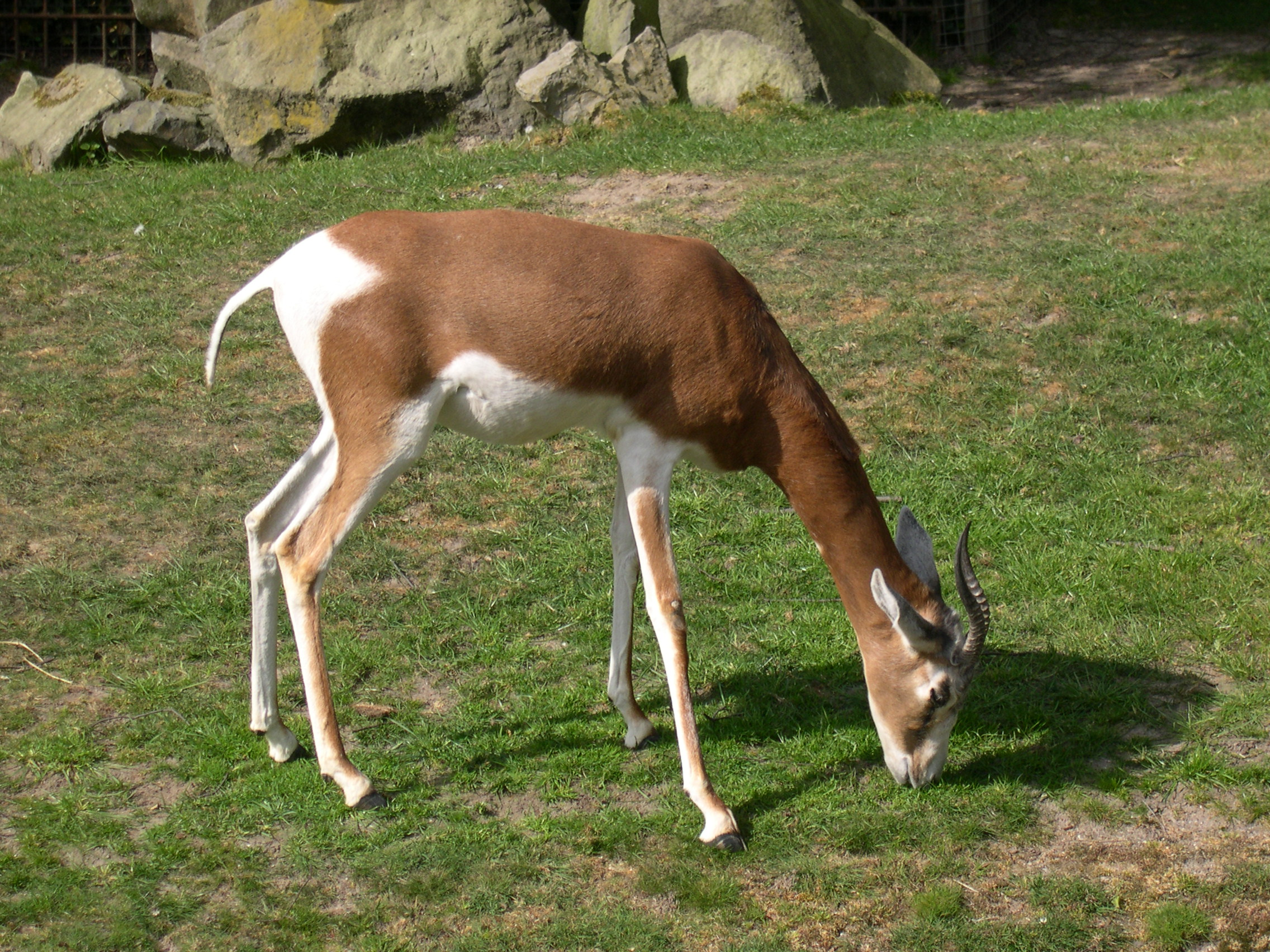
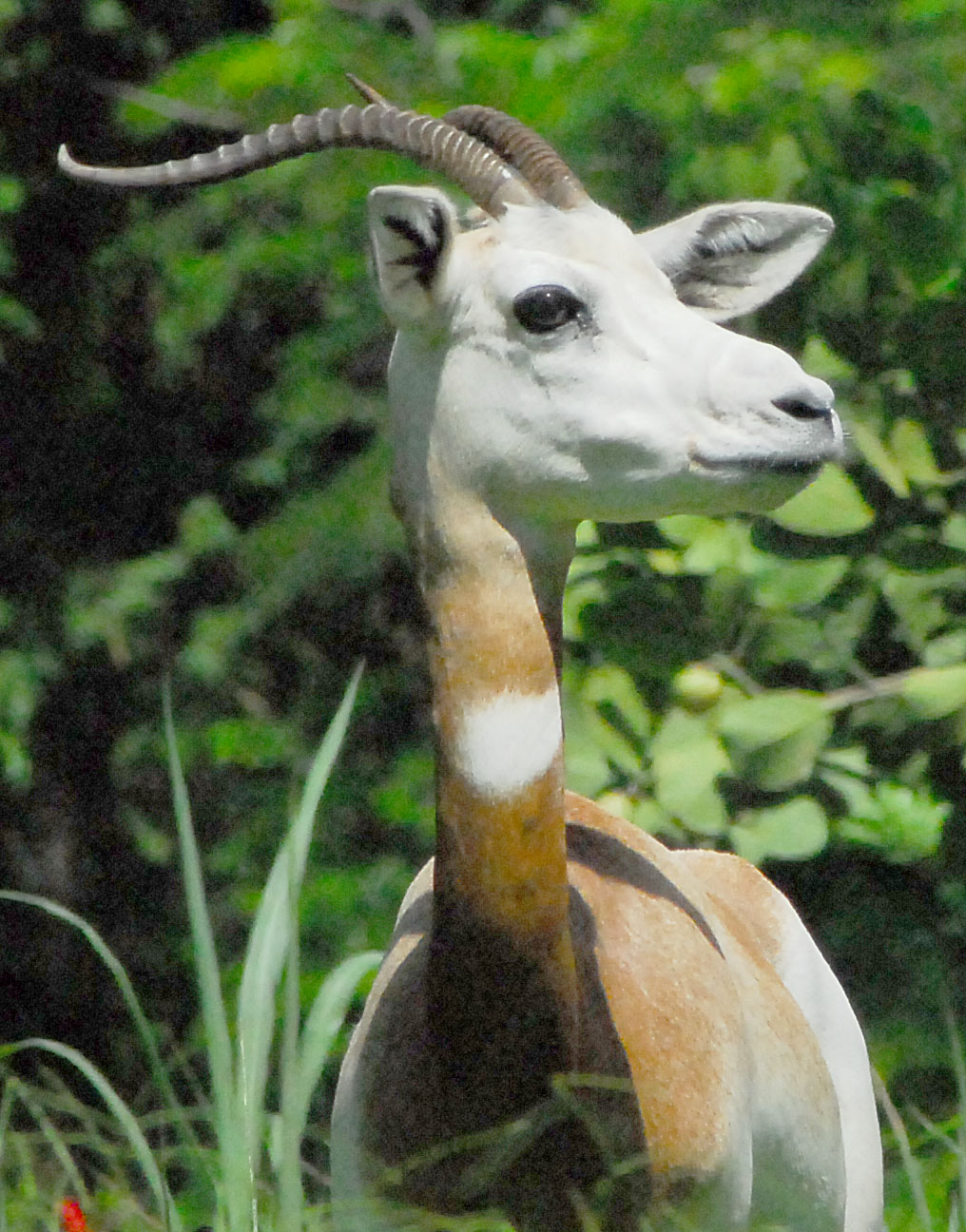
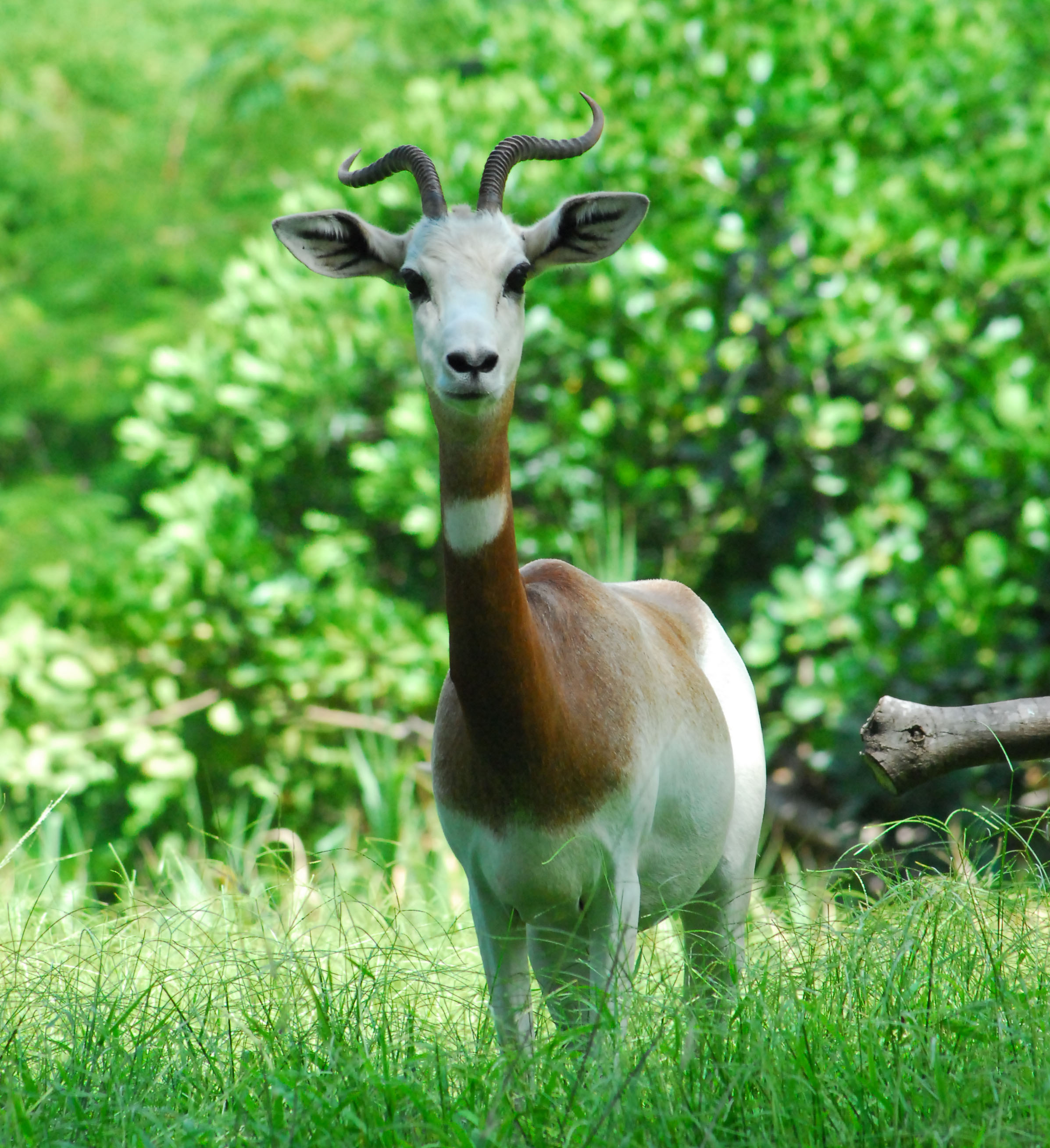
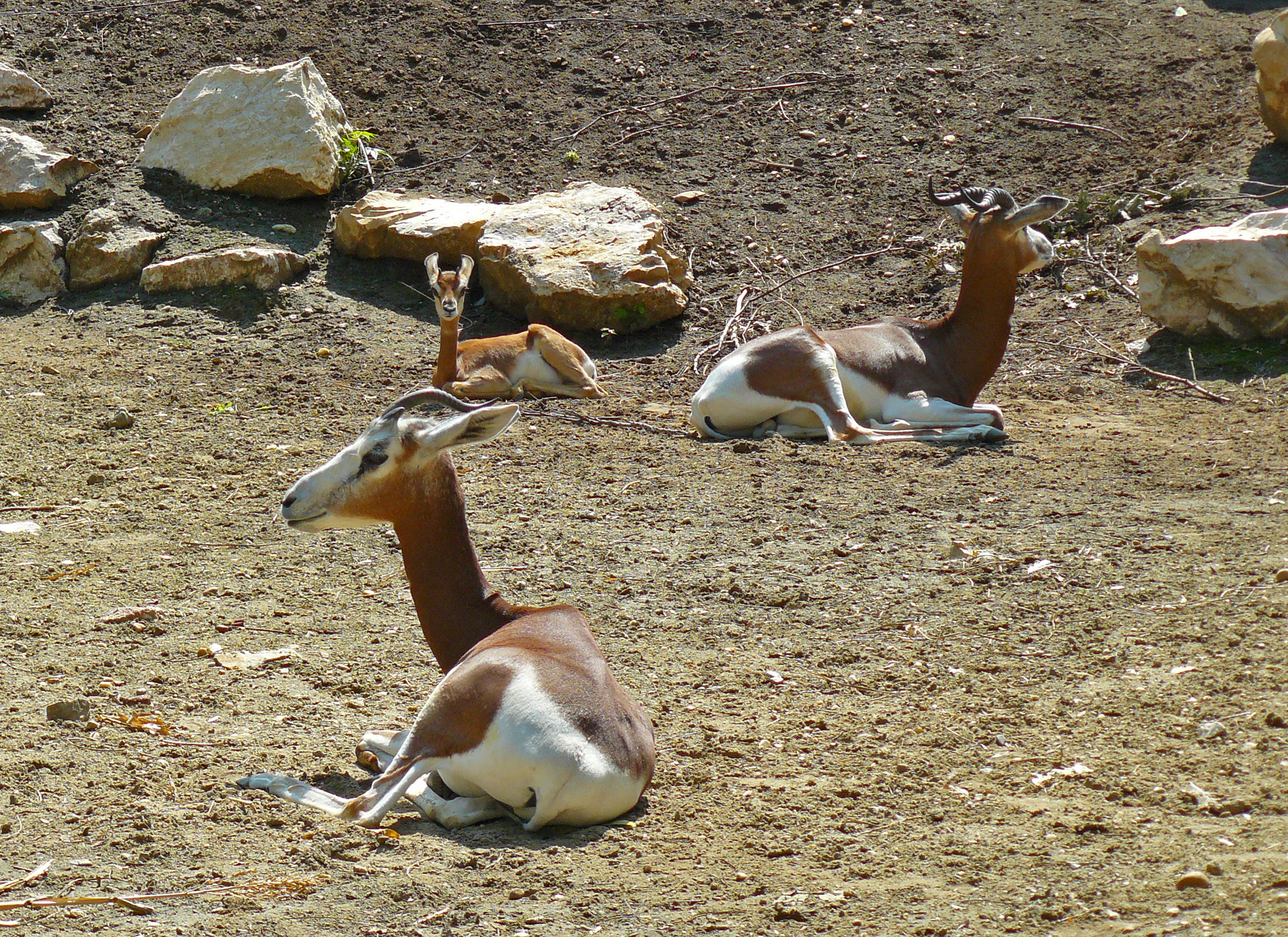
Gazellacsalád a Budapesti Állatkertben